# Porte de la Chapelle (Métro Paris)
Porte de la Chapelle [pɔʁt(ə) də la ʃapɛl] ist eine unterirdische Station der Linie 12 der Pariser Métro. Bis zum 17. Dezember 2012 war sie nördlicher Endpunkt dieser Linie. Seit dem 15. Dezember 2012 besteht eine Umsteigemöglichkeit zur Straßenbahnlinie 3b an deren Haltestelle gleichen Namens.

## Lage
Die Station befindet sich an der Grenze des Quartier de la Goutte d’Or mit dem Quartier de la Chapelle im 18. Arrondissement von Paris. Sie liegt längs unter der Rue de la Chapelle unmittelbar südlich deren Kreuzung mit dem Boulevard Ney.

## Name
Die Rue de la Chapelle gab der Station ihren Namen. Sie liegt im Süden des einstigen Dorfs La Chapelle-Sainte-Geneviève (ab 1830: La Chapelle-Saint-Denis), das 1860 nach Paris eingemeindet wurde.
Verwechslungsgefahr besteht mit der oberirdischen Métrostation La Chapelle der Linie 2, die rund 1,5 Kilometer südlich am Boulevard de la Chapelle liegt.

## Geschichte und Beschreibung

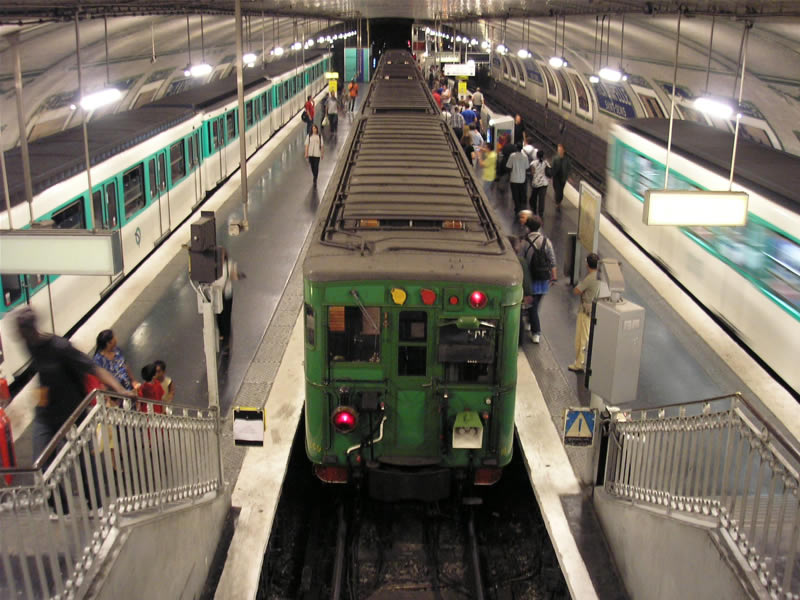
Historischer Sprague-Thomson-Zug auf dem mittleren Gleis (2007)

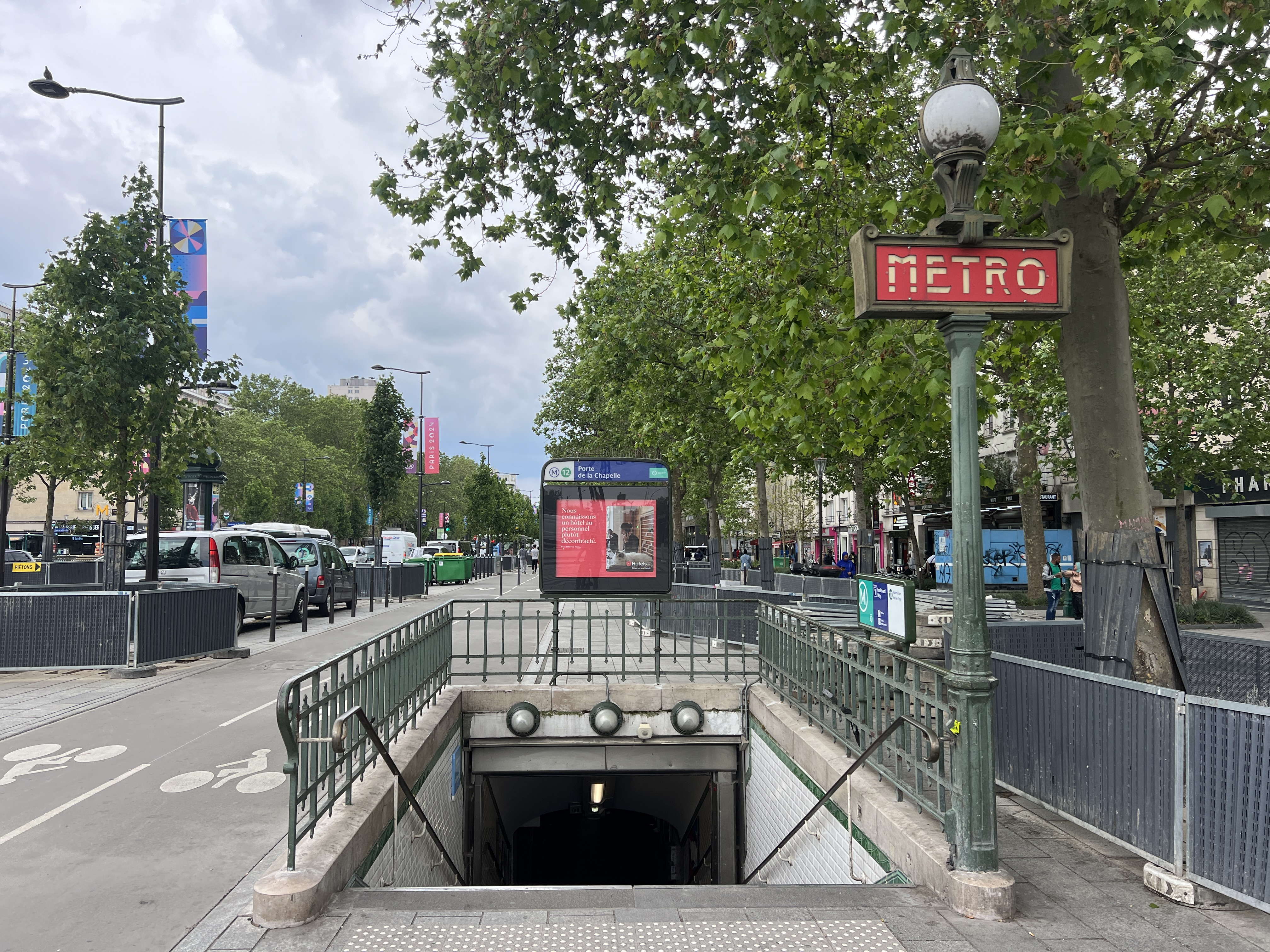
Zugang mit Dervaux-Kandelaber

Die Linie 12 wurde als Linie A von der Société du chemin de fer électrique souterrain Nord-Sud de Paris (Nord-Sud) gebaut und bis 1930 von ihr betrieben. Am 23. August 1916 wurde die Station Porte de la Chapelle in Betrieb genommen, als die nördliche Verlängerung dieser Linie von Jules Joffrin bis dorthin eröffnet wurde. Nachdem die Nord-Sud 1930 in der bislang konkurrierenden Compagnie du chemin de fer métropolitain de Paris (CMP) aufgegangen war, wurde am 27. März 1931 die Linie A in Linie 12 umbenannt. Am 18. Dezember 2012 wurde die Linie 12 über Rue de la Chapelle hinaus um eine Station bis Front Populaire verlängert. Eine weitere Verlängerung um zwei Stationen bis Mairie d’Aubervilliers wurde am 31. Mai 2022 eröffnet.
Unter einem elliptischen Gewölbe liegen, aufgrund der ehemaligen Funktion als Endbahnhof, zwei Mittelbahnsteige an drei Streckengleisen. Die Station weist die ursprüngliche Pariser Standardlänge von 75 m, ausreichend für Fünf-Wagen-Züge, auf. Wegen der zunächst auf den Strecken der Nord-Sud vorhandenen Oberleitung ist sie höher als die unter ähnlichen Gewölben liegenden CMP-Stationen. Anders als bei den von der CMP errichteten Stationen folgen die Seitenwände nicht der Krümmung der Ellipse, sondern verlaufen im unteren Bereich senkrecht. Wie die anderen U-Bahnhöfe der Nord-Sud wurde die Station etwas prunkvoller als die Stationen der CMP gestaltet. Zunächst wies sie nur am Nordkopf zwei Zugänge auf.
Nördlich der Station befanden sich ursprünglich vier Wende- und Abstellgleise, die beiden mittleren wurden im Zuge der Streckenverlängerung vom 18. Dezember 2012 zu Streckengleisen. Das westliche Abstellgleis weist eine Revisionsgrube auf, das östliche wurde stillgelegt.

### Umbau von einer Endstation zu einer Durchgangsstation
Der Gleisanschluss der Streckenverlängerung verläuft durch den vorherigen Abstellbereich. Um ein Durchfahren mit der üblichen Reisegeschwindigkeit zu ermöglichen, musste die Gleisführung in diesem Bereich begradigt werden.
In Hinblick auf den erwarteten Zuwachs bei den Fahrgastzahlen wurden die Zugänge zu den Bahnsteigen verbessert. Am südlichen Ende der Station wurden zwei zusätzliche Zugänge geschaffen: Zum westlichen Bahnsteig mit Treppe und Rolltreppe, zum östlichen mit Treppe und Personenaufzug. Drei der Zugänge sind mit von Adolphe Dervaux im Stil des Art déco entworfenen Kandelabern markiert, der vierte durch einen Mast, der ein gelbes „M“ in einem Doppelkreis trägt.
In einem geräumigen Zwischengeschoss sind Informationsschalter, Fahrkartenverkauf und Zugangskontrolle untergebracht.
Vom 2. bis 8. August 2023 wurden drei Weichen oberhalb und unterhalb der Station entfernt, wodurch das mittlere Gleis nicht mehr angebunden war. 2024 musste es für einen verbreiterten Bahnsteig mit Aufzug für Personen mit eingeschränkter Mobilität weichen.

## Fahrgastzahlen
Wurden im Jahr 2011 noch 3,4 Millionen Fahrgäste gezählt, so waren es 2013 nur noch 2,9 Millionen, was vermutlich der Verlängerung der Linie Ende 2012 um eine Station zuzuschreiben ist. Viele Fahrgäste, die bisher in Porte de la Chapelle zustiegen, benützen nun die Station Front Populaire.